# الفراشات الزرقاء (مسلسل)

## الفراشات الزرقاء
مسلسل تلفزيوني تركي أنتج وعرض في تركيا عام 2012
وعرض في الشرق الأوسط في 26 يناير 2014 على قناة فوكس .

## قصة المسلسل
الفراشة الزرقاء

أصبحت رمزاً لمعاناة شعب البوسنة من الصرب في حرب الإبادة الجماعية والمجازر المنظمة بين عام 1992 وعام 1995 .
في عام 2007 قامت البوسنة والهرسك برفع قضايا ضد صربيا بأدلة حالات الإبادة الجماعية التي تم جمعها لمحكمة العدل الدولية فحكمت المحكمة بعدم كفاية الأدلة، وقد شجع هذا القرار الدولة البوسنية على إنشاء لجنة لاكتشاف مقابر جماعية، وبعد سنة غيرت بعض من البنية الجيولوجية على نطاق واسع في بعض المناطق وقد عثرت اللجنة على حوالي 300 مقبرة جماعية .
المسلسل

يتناول المسلسل أحداث تلك الحرب في إطار درامي مركزاً على إحدى القرى التي كان يسكنها عدد من البوسنيين والصرب وكيف أن الحرب قد فرقتهم وقلبتهم إلى أعداء لبعضهم البعض بإستثناء ثلاث شخصيات هم (ماركو وميرنا وفيليب) والذي يقتل الأخير على يد الصرب في الحلقات الأولى، وكيف أن (ميرا) صديقة صربية لـ(عائدة) البوسنية واللتان كانتا تدرسان مع بعضهما في نفس الفصل الدراسي أصبحت لاحقاً حارسة على المعتقل الذي كانت فيه (عائدة) وكانت تعذبها بنفسها، وكيف أن الصرب كانوا يجبرون البوسنيين على تغيير دينهم أو احتجازهم وتعذيبهم واغتصاب الشابات منهم من قبل العساكر الصرب .

## مقدمة المسلسل
تحية لذكرى الإبادة الجماعية التي حصلت في وسط أوروبا بعيداً عن العالم أجمع وعن أعين جميع الناس تحية لشعب البوسنة العزيز .

## الشخصيات الرئيسية
| الممثل                | الشخصية        | الشخصية بالعربية | دور الشخصية |
| --------------------- | -------------- | ---------------- | --- |
| Oya Okar              | Aida Hasoviç   | عائدة خانسوفيتش  | فتاة بوسنية عالقة في منتصف الحرب، مراد هو الحب ولكنها مهتمة بصديق طفولتها الصربي ماركو .                                                                                                  |
| Yunus Emre Yıldırımer | Murat Cengiç   | مراد جانكيتش     | ولد يتيماً ويحب أمه كثيراً وبعد أن انتهى من الدراسة الثانوية في بلدته يذهب إلى اسطنبول ليكمل دراسته الجامعية ولكنه يترك الجامعة في السنة الثالثة ليعود إلى البوسنة ليقدم المساعدات الطبية . |
| Cahit Gök             | Marko Petroviç | ماركو بتروفيتش   | صديق الطفولة الصربي لمراد وعائدة وهو يساعد البوسنيين ولكنه يحب عائدة للغاية ويحاول التقرب إليها ويضحي بنفسه من أجلها .                                                                    |
| Gamze Topuz           | Derya Kutay    | داليا كوتاي      | هي ابنة رجل أعمال ثري درست الطب مع مراد في جامعة اسطنبول ثم تأتي إلى البوسنة لتساعد في المعونات الطبية , وهي تحب مراد حتى عندما علمت أنه يحب عائدة ظلت تحبه .                             |

## شخصيات أخرى
| الممثل             | الشخصية          | الشخصية بالعربية  |
| ------------------ | ---------------- | ----------------- |
| Burak Hakkı        | Mirza Turkoviç   | ميرزا توركوفيتش   |
| Özgül Sağdıç       | Emina Latiç      | أمينة لاتيتش      |
| Bahar Yanılmaz     | Vesna Petroviç   | ميرنا بيتروفيتش   |
| Barış Çakmak       | Selim Aliç       | سليم أليتش        |
| Mehmet Ulay        | İsmet Hasoviç    | عصمت خانسوفيتش    |
| İpek Tenolcay      | Safiye Hasoviç   | صفية خانسوفيتش    |
| Itır Esen          | Vasviye Cengiç   | وفاء جانكيتش      |
| Recep Aktuğ        | Radovan Petroviç | مأمون بيتروفيتش   |
| Ruhi Sarı          | Rasko Markoviç   | خلدون ماركوفيتش   |
| Yağız Atakan Savaş | Enver Hasoviç    | أنو خانسوفيتش     |
| Alma Terzic        | Alma             | ألما              |
| Huban Öztoprak     | Şaşa Maraviç     | ميرا مارافيتش     |
| Ege Gürel          | Leo Zubac        | وائل زوباتش       |
| Yiğit Kirazcı      | Kosta Nikoliç    | نوار نيكوليتش     |
| Nürettin Sönmez    | Branka Brekoviç  | فرانكو بريكوفيتش  |
| Münir Akça         | Niko Petroviç    | نيكولاس بيتروفيتش |
| Sarp Akkaya        | Halil Latiç      | خليل لاتيتش       |
| Fikret Yıldırım    | Mustafa Hasoviç  | مصطفى خانسوفيتش   |